# (106) Dione
(106) Dione és un asteroide del cinturó principal de grans dimensions. Probablement té una composició similar a (1) Ceres.
Va ser descobert per J.C. Watson el 10 d'octubre de 1868, i el va anomenar Dione, una antiga deessa grega, de l'època dels titans. Està catalogat com un membre del grup d'asteroides Hecuba, que orbiten prop de 2:1 de ressonància orbital amb Júpiter.
Dione va ser observat en una ocultació amb un estel tènue el 19 de gener de 1983, per observadors de Dinamarca, Alemanya i els Països Baixos. Es va deduir que tenia un diàmetre de 147 ± 3 km, molt semblant al valor adquirit pel satèl·lit IRAS.
Els mesuraments amb les observacions de l'IRAS donen un diàmetre de 169,92 ± 7,86 km i una albedo geomètrica de 0,07 ± 0,01. En comparació, el fotòmetre MIPS en el telescopi espacial Spitzer dona un diàmetre de 168,72 ± 8,89 quilòmetres i una albedo geomètrica de 0,07 ± 0,01. Quan es va observar l'asteroide en una ocultació per una estrella, els resultats van mostrar un diàmetre de 176,7 ± 0,4 km.
Les observacions fotomètriques d'aquest asteroide recollides durant el 2004 i el 2005 mostren un període de rotació de 16,26 ± 0,02 hores, amb una variació de lluentor de 0,08 ± 0,02 magnitud.
Un dels satèl·lits de Saturn també es nomena Dione.